# رولف تيله
رولف ثييل (بالألمانية: Rolf Thiele)‏ (و. 1918 – 1994 م) هو مخرج أفلام، ومنتج أفلام، وكاتب سيناريو ألماني، ولد في أوستي ناد لابم، توفي في ميونخ، عن عمر يناهز 76 عاماً.

## وصلات خارجية
- رولف تيله على موقع IMDb (الإنجليزية)
- رولف تيله على موقع مونزينجر (الألمانية)
- رولف تيله على موقع ألو سيني (الفرنسية)
- رولف تيله على موقع أول موفي (الإنجليزية)
- رولف تيله على موقع قاعدة بيانات الأفلام السويدية (السويدية)
- رولف تيله على موقع قاعدة بيانات الفيلم (الإنجليزية)
- رولف تيله على موقع كينوبويسك (الروسية)